# Jurij Čyž
Jurij Ivanovyč Čyž (Юрій Іванович Чиж) je bývalý sovětský a ukrajinský sportovní šermíř, který se specializoval na šerm fleretem. Sovětský svaz reprezentoval v sedmdesátých letech. Jako sovětský reprezentant zastupoval kyjevskou šermířskou školu, která spadala pod Ukrajinskou SSR. V roce 1973 obsadil druhé místo na mistrovství světa v soutěži jednotlivců. Se sovětským družstvem fleretistů vybojoval 1973 a 1974 titul mistrů světa.